# Coccophagus qenai
Coccophagus qenai is een vliesvleugelig insect uit de familie Aphelinidae. De wetenschappelijke naam is voor het eerst geldig gepubliceerd in 2003 door Abd-Rabou.